# ナウカルパン
ナウカルパン（Naucalpan、正式名：Naucalpan de Juárez）は、メキシコのメヒコ州の都市であり、基礎自治体の中心地である。メキシコシティの北西部に隣接しており、メキシコシティ都市圏の一部を形成している。基礎自治体の人口は83万3779人（2010年）で、州内ではエカテペック、ネサワルコヨトルに次ぐ第3位の規模である。メキシコシティ地下鉄2号線が市内に乗り入れている。
都市の名前は、ナワトル語で「4(nāhui)の家(calli)の上(-pan)」を意味し、市章も山の上にアステカ文字の数字の4と家が描かれている。

市内を走るペリフェリコ（メキシコシティ環状道路）

## 姉妹都市
- カルガリー （カナダ アルバータ州）
- デモイン （アメリカ合衆国 アイオワ州）
- ポスエロ・デ・アラルコン （スペイン マドリード州）
- 安養市（大韓民国 京畿道）